# Marka Maï Doumma
Marka Maï Doumma (auch: Marka Maï Douma, Marka Maïdouma) ist ein Dorf im Arrondissement Zinder I der Stadt Zinder in Niger.

## Geographie
Das von einem traditionellen Ortsvorsteher (chef traditionnel) geleitete Dorf befindet sich südlich des Stadtzentrums im ländlichen Gemeindegebiet von Zinder, der Hauptstadt der gleichnamigen Region Zinder. Zu den Nachbardörfern von Marka Maï Doumma zählen Tchentchindi im Süden und Tapkin Kalgo im Südwesten.
Wie im gesamten Gemeindegebiet von Zinder herrscht das Klima der Sahelzone vor, mit einer durchschnittlichen jährlichen Niederschlagsmenge zwischen 300 und 400 mm.

## Bevölkerung
Bei der Volkszählung 2012 hatte Marka Maï Doumma 161 Einwohner, die in 27 Haushalten lebten. Bei der Volkszählung 2001 betrug die Einwohnerzahl 102 in 17 Haushalten und bei der Volkszählung 1988 belief sich die Einwohnerzahl auf 461 in 77 Haushalten.

## Wirtschaft und Infrastruktur
Bei Marka Maï Doumma verläuft die 980,9 Kilometer lange Nationalstraße 11 zwischen Algerien und Nigeria.